# بی.پی. شولبرگ
بی. پی. شولبرگ (انگلیسی: B. P. Schulberg؛ ۱۹ ژانویه ۱۸۹۲ – ۲۵ فوریهٔ ۱۹۵۷) تهیه‌کننده فیلم پیشرو و معروف اهل ایالات متحده آمریکا بود.
از فیلم‌هایی که وی در آن‌ها نقش داشته‌است، می‌توان به محموله ویژه، مرا ستاره کن، شکوفه‌هایی در برادوی، مرد سفید، عصر پلاستیک، تله آدم‌گیر، این، بال‌ها، دنیای تبهکاران، مو قرمزی، پرونده قتل گرین، ماجراهای مارتین ایدن، جنایت و مکافات، خانم مارکر کوچک، مادام باترفلای و پاهای میلیون دلاری اشاره نمود.